# Edvi Illés Károly
Edvi Illés Károly (Somogyszil, 1842. június 26. – Budapest, 1919. április 6.) jogi doktor, jog- és váltóügyvéd, királyi ügyész, az MTA levelező tagja (1895), Edvi Illés Pál unokaöccse.

## Élete
Edvi Illés Károly 1842. június 26-án született Szilben (Somogy vármegye). Édesapja gazdatiszt volt.
Az elemi iskola végeztével az elsőtől a negyedik osztályig Aszódon járt gimnáziumba, majd ötödik osztályos korától Sopronban tanult és itt is érettségizett az evangélikus líceumban. 
1860-ban ősszel a bécsi egyetem jogi karára iratkozik be, 1861. év tavaszán már a pesti egyetemen végzi jogi tanulmányait. 1864-től 1867-ig jogtanító volt Szirákon Degenfeld-Schonburg Lajos és József grófok mellett. 
Ügyvédi szakvizsgája letételét követően 1867. évi november hó 28-án Pest-Pilis-Solt vármegye évnegyedes közgyűlésén megyei tb. tiszti alügyésszé nevezik ki, majd az 1868.  március 19-én tartott vármegyei közgyűlésen "rendszerinti tiszti alügyésszé" választják. 1869 augusztusáig a megyei központi fenyítő törvényszéknél, később pedig a Szegedre kiküldött megyei fenyítő törvényszéknél, majd az azt felváltó Aradi Törvényszéken képviselte a vádat kora legveszélyesebb köztörvényes bűnügyeiben.
1872 és 1883 között már királyi ügyészként dolgozott Szegeden, Aradon, Budapesten és Pécsett. Ügyészként, a vád képviseletében részt vett gróf Ráday Gedeon királyi biztos és Laucsik Máté vizsgálóbíró mellett a betyárvilág, az alföldi rablóbandák felszámolásában. Ráday Edvi Illést erre a feladatra lényeglátó, higgadt, alapos munkája, kisugárzó egyénisége miatt választotta. A büntetőperek csúcsa 1872-ben a Rózsa Sándor és társai elleni per volt, ahol ügyészként négy ügyvéddel állt szemben. Tapasztalatait Emlékeim a szegedi várból című kéziratában írta le. 1873 után az ügyészi feladatok ellátása mellett büntetőjogi tudását a jogi irodalomban, szakkönyvek írásában és a törvényhozásban is kamatoztatta. 1875–76-ban részt vett az 1878. évi V. törvény, az ún. Csemegi Kódex megalkotásában.
1877-től minden orvosi beavatkozás ellenére, fokozatosan elvesztette szeme világát. 1883-ban emiatt nyugalomba vonult, folytatta azonban ügyvédi és jogi írói tevékenységét. E működése során bontakoztatta ki emlékező és elemző tehetségét, melynek eredményeként a magyar jogtudomány jeles alakjai közé emelkedett. Ettől kezdve írta azokat a meghatározó jogi műveket, amelyek a magyar büntetőjogászok mesterévé tették. Jogi tankönyveiből jogásznemzedékek tanultak. A magyar büntető törvénykönyvnek korának leghivatottabb és legkiválóbb kommentátora volt, már vakon, fejből diktálva fejezte be a többször, több kötetben kiadott magyar büntető törvénykönyv magyarázatát. E művének zsebkiadása a „Kis Illés” egyetlen gyakorló jogász dolgozóasztaláról sem hiányozhatott. Ebben az időszakban több szépirodalmi művet is alkotott, közülük Cifra Juci című háromfelvonásos népszínművét 1884-ben Pécsett, majd 1888-ban a Budai Színkörben mutatták be.
1882-től Pécsett, 1885-től Aradon, 1888-tól Budapesten tartott fenn ügyvédi irodát. Ügyvédként lelkiismeretesen foglalkozott a legkisebb bűnüggyel is. Az ügyek alapos ismerete, a meggyőző érvelés, a választékosan előadott védőbeszéd jellemezték tevékenységét.
Pesti tevékenysége során országos tekintélyre tett szert. Részt vett a bűnvádi perrendtartás kódexének előkészítő munkálataiban, megírta Balogh Jenő és Vargha Ferenc társaságában a büntető perjog három kötetes nagy kommentárját, a kihágási büntetőtörvénykönyv magyarázatát. Kiadta zsebkönyveit, nagy számban írta a főként a büntetőjog körébe vágó dolgozatait, melyek a Magyar Igazságügyben, a Magyar Jogászegylet Évkönyvében, a Büntető Jog Tárában, Jogtudományi Közlönyben, Jogban, Jogi Szemlében, az Ügyvédek Lapjában stb. jelentek meg. Büntetőjogi és közjogi témákban 1889 és 1916 között a Budapesti Hírlap állandó vezércikkírója volt, a legbonyolultabb jogi kérdést is világos, mindenki számára érthető módon fejtette ki. A 20. század elején szerkesztette a Jogállam című folyóiratot. Jogi szakirodalmi munkássága elismeréseként 1903-ban a Magyar Tudományos Akadémia levelező tagjává választotta, székfoglalóját a parlamenti szólásszabadságról tartotta.
Szaktudása és kitűnő stilizáló munkája miatt közel húsz éven át folyamatosan részt vett a kodifikációs munkákban. 1913 és 1915 között Bernolák Nándorral, Finkey Ferenccel és Angyal Pállal együtt kidolgozták a büntető törvénykönyv tervezetét.
1918-ban királyi udvari tanácsosi címet kapott. 
1919. április 6-án halt meg. A Tanácsköztársaság idején csak csendes temetése lehetett, méltatások csak a diktatúra bukása után jelenhettek meg róla. Gyomai Zsigmond gyászbeszédében azt írta a neves jogászról: „hősi életet élt”.

## Családja

A verbói Szluha család köznemesi címere

Kétszer nősült. Első neje, dombrádi Nagy Emília, 1885-ben hunyt el. Három leányuk született – Margit, Dalma és Magda. Egyetlen fiúgyermeke Szilárd, hathetes korában meghalt. (1881-ben). Második neje verbói Szluha Mária volt.

## Művei
- A kihágásokról szóló magyar büntető-törvények és az azokra vonatkozó eljárási szabályok magyarázata. Budapest: Singer és Wolfner, 1882. 559 p.
- A büntettekről, vétségekről és kihágásokról szóló magyar büntető-törvénykönyvek magyarázata: tekintettel az azokra vonatkozó életbeléptetési és egyéb törvényekre és rendeletekre, s a legfőbb ítélőszéknek döntvényeire. Budapest : Zilahy Sámuel, 1882-1889. 1-3. kötet
  - 1. kötet 311 p.
  - 2. kötet 539 p.
  - 3. kötet 616 p.
- A büntetőtörvénykönyv magyarázata. Budapest : Révai: 1894. 1-3. kötet
  - 1. kötet 452 p.
  - 2. kötet 581 p.
  - 3. kötet 605 p.
- A magyar büntetőtörvények zsebkönyve. Budapest: Révai, 1895. 410 p.
- A bűnvádi perrendtartás zsebkönyve. Budapest: Grill, 1900. 483 p.
- Az anyagi büntetőtörvények és a sajtótörvény : az összes melléktörvényekkel és rendeletekkel s a felső bíróságok határozataival kiegészítve. Budapest: Grill, 1901. 836 p.
- Büntető törvénykönyv a bűntettekről és vétségekről : kiegészítve az összes melléktörvényekkel és rendeletekkel s a felső bíróságok határozataival. Budapest: Grill, 1901. 721 p.
- A magyar büntetőtörvények zsebkönyve. Budapest: Révai, 1901. 469 p.
- Büntetőtörvény a kihágásokról, az uzsora-törvény és egyéb melléktörvények és a sajtótörvény a felsőbíróságok határozataival kiegészítve. Budapest: Grill, 1901. 115 p.
- A bűntettekről és vétségekről szóló magyar büntető törvények magyarázata (I–II., Bp., 1905).
- Az anyagi büntető törvények és a sajtótörvény : az összes melléktörvényekkel és rendeletekkel s a felső bíróságok határozataival kiegészítve. Budapest: Grill, 1907. 807 p.
- Parlamenti szólásszabadság : székfoglaló értekezés: olvastatott a Magyar Tud. Akadémia II. osztályának 1903. jún. 15-én tartott ülésén. Budapest: Magyar Tudományos Akadémia, 1903. 20 p.
- Büntetőjog és bűnvádi eljárás. Budapest : Grill: 1905-1906. 1-2. kötet
  - 1. kötet 760 p.
  - 2. kötet 615 p.
- A bűnvádi perrendtartás zsebkönyve. Budapest: Grill, 1906. 518 p.
- A büntetőnovella zsebkönyve : 1908: XXXVI. t.c.Budapest: Révai, 1908. 176 p.
- A büntetőnovella zsebkönyve : 1908: XXXVI. t.c.: kiegészítve a végrehajtási és életbeléptetési rendeletekkel. Budapest: Révai, 1910. 347 p.
- A bűnvádi perrendtartás magyarázata (I–IV. 1898–1900). Második kiadás (1909).
- A magyar büntetőtörvénykönyv magyarázata. Budapest : Révai: 1909. 1-3. kötet
  - 1. kötet 599 p.
  - 2. kötet 727 p.
  - 3. kötet 688 p.
- A rendőri büntetőbíróság zsebkönyve. Budapest: Révai, 1911. 554 p.
- A rendőri büntetőbíróság zsebkönyve. Budapest: Révai, 1912. 554 p.
- A bűntettekről és vétségekről alkotandó magyar büntetőtörvénykönyv általános részének tervezete. Budapest: Wessely és Horváth, 1914. 57 p.
- A magyar sajtótörvény zsebkönyve : kiegészítve az életbeléptetési és végrehajtási rendelettel. Budapest: Révai, 1914. 138 p.
- Az anyagi büntető törvények és a sajtótörvény : a büntető novellával, az összes melléktörvényekkel, rendeletekkel, utasításokkal és a felsőbíróságok határozataival kiegészítve . Budapest: Grill, 1915. 869 p.

Szépirodalom:
- Leona, dráma (Széplaki Jancsi Sándorral közösen)
- Falusi iskola, vígjáték
- A király reggelije vígjáték
- Cifra Juci népszínmű, (dalokkal 3 felvonásban, zenéje Langer Viktortól, pécsi bemutató után 1888. július 13-án a budai színkörben is előadták)